# بابکیه
بابکیه ایشان پیروان بابک خرّم دین می باشند.

## سرکرده فرقه
ابک خرمی ایرانی است از زادگان روستای خرم از توابع اردبیل در ناحیه آذزبایجان مادرش به او از عبدالله نامی از مردان نبط، بطور فحشا حامله می‌شود بدون این که پدری برای خود بشناسد. به همراه مادرش زندگی می‌کرده و بابک این گونه از دامن ناپاک زاده شده و در دامن او پرورش یافته پس می‌توان بسیاری از عملکردهای ناشایست او را با همین زمینه توجیه کرد. برای فرار از فقر، به چوپانی پرداخت و در همان کوهستان با جاویدان (سهل) آشنا شد. او از بزرگان و سران آن منطقه بود و بابک مقداری از عمر خود را با او گذراند و در طول این زندگی برتر مورد پسند همسر جاویدان نیز واقع شد و در زمانی کوتاه پس از این جریانات جاویدان، در جنگی طایفه‌ای کشته می‌شود. و همسر او اعلام می‌کند که جاویدان، بابک را جانشین خود نمود. و این اعلامیه مورد تایید اطرافیان واقع می شود.